# الکساندر مکسی
الکساندر مکسی (انگلیسی: Aleksandër Meksi؛ زادهٔ ۸ مارس ۱۹۳۹) سیاست‌مدار اهل آلبانی است. وی از ۱۳ آوریل ۱۹۹۲ تا ۱۱ مارس ۱۹۹۷ نخست‌وزیر آلبانی بود.